# Lista do Patrimônio Mundial na Chéquia
A Organização das Nações Unidas para a Educação, a Ciência e a Cultura (UNESCO) propôs um plano de proteção aos bens culturais do mundo, através do Comité sobre a Proteção do Património Mundial Cultural e Natural, aprovado em 1972. Esta é uma lista do Patrimônio Mundial existente na Chéquia, especificamente classificada pela UNESCO e elaborada de acordo com dez principais critérios cujos pontos são julgados por especialistas na área. A Chéquia, país do Leste Europeu que abriga um vasto legado cultural marcante da passagem de várias civilização que a colonizaram ao longo de sua história, ratificou a convenção em 26 de março de 1993, tornando seus locais históricos elegíveis para inclusão na lista.
Os sítios Centro Histórico de Praga, Centro Histórico de Ceský Krumlov e Centro Histórico de Telc foram os primeiros locais da Chéquia incluídos na lista do Patrimônio Mundial da UNESCO por ocasião da 16ª Sessão do Comitè do Património Mundial, realizada em Santa Fé (Estados Unidos) em 1992. Tais locais foram designados quando a atual Chéquia ainda integrava a Checoslováquia (juntamente com a atual Eslováquia) e transpassados à propriedade checa depois da dissolução deste regime em 1993. Desde a mais recente adesão à lista, a Chéquia totaliza 17 sítios classificados como Patrimônio da Humanidade, sendo todos eles de classificação cultural. 

## Bens culturais e naturais
A Chéquia conta atualmente com os seguintes lugares declarados como Patrimônio da Humanidade pela UNESCO:
| | Centro Histórico de Praga |
| Bem cultural inscrito em 1992. |                           |
| Localização: Praga |                           |
| Construídos entre os séculos XI E XVIII, os bairros e edifícios da Cidade Velha, a Cidade Nova e a Pequena Cidade testemunham a magnificência da arquitetura e da arte de Praga e explicam sua grande influência na cultura europeia desde a Idade Média. Muitos de seus esplêndidos monumentos como o Castelo de Hradcani, a Catedral de São Vito,a Ponte Charles e várias igrejas e palácios foram erguidos no século XIV, sob o reinado de Carlos IV, Sacro Imperador Romano-Germânico. (UNESCO/BPI) |                           |

| | Centro Histórico de Český Krumlov |
| Bem cultural inscrito em 1992. |                                   |
| Localização: Boêmia do Sul |                                   |
| Localizada às margens do rio Vltava, esta cidade foi construída em torno de um castelo do século XIII que tem elementos arquitetônicos de estilo gótico, renascentista e barroco. Ceský Krumlov é um exemplo de uma pequena cidade medieval na Europa Central única em seu tipo, uma vez que seu desenvolvimento pacífico permitiu que sua herança fosse preservada intacta por mais de cinco séculos. (UNESCO/BPI) |                                   |

| | Centro Histórico de Telč |
| Bem cultural inscrito em 1992. |                          |
| Localização: Vysočina |                          |
| Os edifícios desta cidade, localizados no topo de uma colina, foram originalmente construídos de madeira. Após um incêndio ocorrido no final do século XIV, foi reconstruído em pedra e cercado por muros, reforçando suas defesas com uma rede de lagoas artificiais. O castelo foi reconstruído no final do século XV no estilo do alto gótico. (UNESCO/BPI) |                          |

| | Igreja de Peregrinação de São João Nepomuceno em Zelená Hora |
| Bem cultural inscrito em 1994. |                                                              |
| Localização: Vysočina |                                                              |
| Na cidade morávia de Zelená Hora, não muito longe de Ždár nad Sázavou, está esta igreja de peregrinação construída em homenagem a São João Nepomuceno. Construído no início do século XVIII com um piso estelar de cinco pontas, este templo é a obra mais original do grande arquiteto Jan Blazej Santini, cujo estilo altamente pessoal oscila entre neogótico e barroco. (UNESCO/BPI) |                                                              |

| | Kutná Hora: Centro Histórico com a Igreja de Santa Bárbara e a Catedral de Nossa Senhora em Sedlec |
| Bem cultural inscrito em 1995. | |
| Localização: Boêmia Central | |
| Kutná Hora devia sua prosperidade à exploração das minas de prata de seus arredores, chegando a adquirir o título de cidade real no século XIV. Entre os monumentos que testemunham sua riqueza estão a igreja de Santa Bárbara, joia do falecido gótico, e a catedral de Nossa Senhora de Sedlec, restaurada no estilo barroco que prevaleceu no início do século XVIII, que exerceu uma influência considerável na arquitetura da Europa Central. Essas duas obras-primas estão inseridas no admirável tecido urbano preservado da cidade medieval, que possui algumas magníficas mansões privadas. (UNESCO/BPI) | |

| | Paisagem Cultural de Lednice-Valtice |
| Bem cultural inscrito em 1996. |                                      |
| Localização: Morávia do Sul |                                      |
| Entre os séculos XVII e XX, a família ducal liechtensteinesa modelou uma paisagem excepcional em seus domínios do sul da Morávia. As obras arquitetônicas barrocas – principalmente devido a Johann Bernhard Fischer von Erlach – e os palácios neoclássicos e neogóticos de Lednice e Valtice são harmonizados com uma paisagem configurada de acordo com a concepção romântica inglesa do paisagismo. Esta paisagem artificial se estende por cerca de 200 km2 e é uma das maiores paisagens artificiais da Europa. (UNESCO/BPI) |                                      |

| | Jardins e Castelo de Kroměříž |
| Bem cultural inscrito em 1998. |                               |
| Localização: Zlín |                               |
| Localizado ao lado de um antigo fiorde do rio Morava, ao pé da cordilheira Chriby com vista para a Morávia central, o castelo e os jardins da cidade de Kroměříž oferecem um exemplo excepcionalmente completo de uma residência barroca em um admirável estado de preservação. (UNESCO/BPI) |                               |

| | Aldeia Histórica de Holašovice |
| Bem cultural inscrito em 1998. |                                |
| Localização: Boêmia do Sul |                                |
| Holašovice é um exemplo excepcionalmente completo de uma aldeia tradicional da Europa Central em um admirável estado de preservação. Tem um grande número de edifícios notáveis dos séculos XVIII e XIX construídos no estilo autóctono chamado "barroco popular da Boêmia do Sul". A vila manteve seu layout original datando da Idade Média. (UNESCO/BPI) |                                |

| | Castelo de Litomyšl |
| Bem cultural inscrito em 1999. |                     |
| Localização: Pardubice |                     |
| O Palácio Litomyšl é um edifício com arcos inspirados no estilo renascentista italiano, que foi adotado e amplamente desenvolvido na Europa Central durante o século XVI. A magnificência de seu design e ornamentação também é característica dos elementos do estilo barroco-clássico tardio que foram adicionados no século XVIII. O castelo preservou todos os tradicionais edifícios anexos neste tipo de mansões aristocráticas. (UNESCO/BPI) |                     |

| | Coluna da Santíssima Trindade em Olomouc |
| Bem cultural inscrito em 2000. |                                          |
| Localização: Olomouc |                                          |
| Erguida nos primeiros anos do século XVIII, esta coluna comemorativa é o exemplo mais proeminente desse tipo de monumentos característicos da Europa Central. Construído no estilo regional chamado "Barroco de Olomouc", o monumento tem 35 metros de altura e é ornamentado com esculturas religiosas soberbas do famoso artista morávio Ondrej Zahner. (UNESCO/BPI) |                                          |

| | Vila Tugendhat em Brno |
| Bem cultural inscrito em 2001. |                        |
| Localização: Morávia do Sul |                        |
| Construída na cidade de Brno, esta vila foi projetada pelo arquiteto Mies Van der Rohe. É um exemplo notável do estilo internacional do movimento arquitetônico moderno na Europa dos anos 1920. Seu valor particular reside na aplicação de princípios espaciais e estéticos inovadores, visando satisfazer as necessidades criadas pelo estilo de vida contemporâneo, utilizando as possibilidades oferecidas pela produção industrial moderna. (UNESCO/BPI) |                        |

| | Bairro Judeu e Basílica de São Procópio em Třebíc |
| Bem cultural inscrito em 2003. |                                                   |
| Localização: Vysocina |                                                   |
| O conjunto formado pelo bairro judeu e cemitério de Trebíc, juntamente com a Basílica de São Procópio, traz à mente a convivência entre as culturas judaica e cristã da Idade Média até o século XX. O Bairro Judeu é um testemunho excepcional dos diferentes aspectos da vida da comunidade que a habitava. Por outro lado, a Basílica de São Procópio, construída dentro de um mosteiro beneditino do início do século XIII, é um exemplo notável da influência da arquitetura da Europa Ocidental nesta região. (UNESCO/BPI) |                                                   |

| | Paisagem de Criação e Adestramento de Cavalos de Arreio Cerimoniais de Kladruby nad Labem |
| Bem cultural inscrito em 2019. |                                                                                           |
| Localização: Pardubice |                                                                                           |
| Este local abrange uma série de campos e pastos cercados, bem como uma área arborizada e um conjunto de edifícios projetados para a reprodução e domamento do kladruber, cavalos de rascunho usados nas cerimônias da corte imperial dos Habsburgos. Esta instituição de criação de cavalos é uma das mais importantes da Europa e suas atividades duraram até hoje. (UNESCO/BPI) |                                                                                           |

| | Região Mineira de Erzgebirge/Krušnohorí |
| Bem cultural inscrito em 2019. |                                         |
| Este bem é compartilhado com: Alemanha. |                                         |
| Localização: Karlovy Vary |                                         |
| A região mineira de Erzgebirge/Krušnohorí está localizada no sudeste da Alemanha, na Saxônia, e no nordeste da República Tcheca. Esta cadeia de montanhas transfronteiriças tem uma grande variedade de metais que começaram a ser extraídos desde a Idade Média. Entre 1460 e 1560, o depósito de prata mais importante da Europa foi explorado nele, o que trouxe consigo uma série de descobertas tecnológicas. O segundo grande mineral extraído e processado neste local foi a lata. No final do século XIX, a região foi um importante produtor de urânio em todo o mundo. A exploração praticamente ininterrupta das Montanhas Metalúrgicas por 800 anos, do século XII ao SÉCULO XX, deixou uma marca profunda na paisagem cultural da região com a presença de minas e cidades mineradoras, além de fundidores, instalações inovadoras para o tratamento de minerais e sistemas de gestão de recursos hídricos de última geração. (UNESCO/BPI) |                                         |

| | Grande Cidades Termais da Europa |
| Bem cultural inscrito em 2021. |                                  |
| Este bem é compartilhado com: Alemanha, Áustria, {{BEL}, França, Itália e Reino Unido. |                                  |
| Localização: Karlovy Vary |                                  |
| Este site transnacional abrange as famosas estâncias balneares localizadas em onze cidades de sete países europeus: Baden bei Wien (Áustria); Spa (Bélgica); Františkovy Lázne, Karlovy Vary e Mariánské Lázne (Chéquia); Vichy (França); Bad Ems, Baden-Baden e Bad Kissingen (Alemanha); Montecatini Terme (Itália) e Cidade de Bath (Reino Unido). O desenvolvimento de todas essas localidades deveu-se à existência de nascentes de água mineral em seus territórios, bem como ao auge das curas termais na Europa desde o início do século XVIII até a terceira década do século XX. Daí a criação de grandes centros termais para um público internacional abastado, o que influenciou a sua estrutura urbana porque a vida da cidade se organizou em torno dos edifícios e estâncias ("kurhaus" e "kursaal", em alemão) dedicados às terapias termais. Construídos com suntuosas colunatas, galerias e salas, esses edifícios foram projetados para incentivar a prática do banho e o consumo de águas minerais, e também para explorar o seu potencial econômico. As estâncias termais criaram ainda inúmeros jardins, salas de conferências, casinos, teatros, hotéis, residências mansões e infraestruturas especificamente destinadas à condução de águas termais. Todas as construções foram integradas em complexos urbanos de grande beleza paisagística, zelosamente organizados para a administração de terapias e a realização de atividades recreativas. O conjunto desses spas é representativo da importância da troca de valores humanos, bem como da evolução da ciência, da medicina e da balneoterapia. (UNESCO/BPI) |                                  |

| | Florestas primárias de faias dos Cárpatos e de outras regiões da Europa |
| Bem natural inscrito em 2007, estendido em 2011 e 2017. |                                                                         |
| Este bem é compartilhado com: Albânia, Áustria, Bélgica, Bulgária, Croácia, Itália, Polónia, Roménia, Eslováquia, Eslovênia, Espanha e Ucrânia. |                                                                         |
| Localização: Boémia |                                                                         |
| Esta extensão transfronteiriça do Patrimônio Mundial de grãos cárpatos primários e antigas florestas de Beedland da Alemanha (Alemanha, Eslováquia e Ucrânia) abrange 12 países. Desde o fim da última Era Glacial, as beterrabas europeias se espalharam de alguns refúgios isolados nos Alpes, nos Cárpatos, no Mediterrâneo e nos Pirenéus por um curto período de alguns milhares de anos em um processo que ainda perdura. Essa expansão bem sucedida está relacionada à flexibilidade das árvores e tolerância a diferentes condições climáticas, geográficas e físicas. (UNESCO/BPI) |                                                                         |

| | Žatec e a paisagem cultural dos lúpulos de Saaz |
| Bem cultural inscrito em 2023. |                                                 |
| Localização: Ústí nad Labem |                                                 |
| Esta paisagem cultural têm sido moldada há séculos pela tradição viva de cultivar e comercializar a variedade de lúpulo mais renomada mundialmente, usada na produção de cerveja em todo o globo. A propriedade inclui particularmente campos férteis de lúpulo nas proximidades do rio Ohře que têm sido cultivadas continuamente por séculos de anos, bem como vilarejos históricos e prédios usados para o processamento de lúpulo. Elementos urbanos da propriedade incluem o centro medieval de Žatec e sua extensão industrial dos séculos XIX e XX, conhecidos como "Praga do Subúrbio" (Pražské předměstí). Juntos, estes centros ilustram a evolução dos processos agro-industriais e o sistema sócio-econômico de crescimento, secagem, certificação e comércio de lúpulo desde o fim da Idade Média até o presente. (UNESCO/BPI) |                                                 |

## Lista Indicativa
Em adição aos sítios inscritos na Lista do Patrimônio Mundial, os Estados-membros podem manter uma lista de sítios que pretendam nomear para a Lista de Patrimônio Mundial, sendo somente aceitas as candidaturas de locais que já constarem desta lista. Desde 2021, a Chéquia possui 14 locais na sua Lista Indicativa.
| Sítio                                                                                            | Imagem | Localização     | Ano  | Dados UNESCO                | Descrição |
| ------------------------------------------------------------------------------------------------ | ------ | --------------- | ---- | --------------------------- | --- |
| Residências Renascentistas de Slavonice                                                          |        | Boêmia do Sul   | 2001 | Cultural: i, ii, iv         | A cidade de Slavonice foi fundada no cruzamento de importantes rotas comerciais e cresceu em proeminência quando o entreposto foi estabelecido nela em 1530. Declinou do século XVIII em diante, o que resultou na preservação de casas burguesas do Gótico Tardio e Renascimento com pouca alteração. Várias casas possuem fachadas decoradas em técnica sgraffito.                                       |
| Indústria papeleira de Velké Losiny                                                              |        | Olomouc         | 2001 | Cultural: ii, iv            | A fábrica de papel em Velké Losiny foi fundada em 1591 e têm operado desde então. Os prédios atuais datam em sua maioria da primeira metado do século XIX, quando o moinho passou uma extensiva reforma. No início do século XX, o moinho de água foi substituído por uma turbina Francis e o moinho também passou a prover eletricidade para a cidade. Desde 1987, o moinho abriga um museu de tecelagem. |
| Complexo Pesqueiro da Bacia do Trebon                                                            |        | Boêmia do Sul   | 2001 | Cultural: i, ii, iii, iv, v | A piscicultura na área entorno da cidade de Trebon se desenvolveu na Idade Média, após a Casa de Rožmberk adquirir a propriedade em 1366. Diversos lagos de peixes foram construídos, juntamente com a infraestrutura adjacente, como canais e comportas. O maior dos lagos é o Lago de Rožmberk. |
| Ceský ráj: Cidades de Rocha do Paraíso Boêmio                                                    |        | Boêmia do Sul   | 2001 | Natural                     | Ceský ráj consiste em diversos locais com formações rochosas de calcário cretáceo. |
| Locais da Grande Morávia: Aldeia Fortificada de Mikulčice e Igreja de Santa Margarida em Kopčany |        | Morávia do Sul  | 2001 | Cultural: iii, v            | Mikulčice foi uma importante aldeia fortificada no estado eslavo da Grande Morávia no início da Idade Média. Estava situada na área que agora abrange as fronteiras de Eslováquia e Chéquia. Fundações de igrejas, cemitérios e vestígios das fortificações foram descobertos na área. A Igreja de Santa Margarida no lado eslováquio data do século IX e passou por reformas nos séculos XIII e XVI.      |
| Complexo Industrial de Ostrava                                                                   |        | Morávia-Silésia | 2001 | Cultural: i, iv, v          | Esta indicação compreende locais de patrimônio técnico da produção de aço. O complexo industrial em Vítkovice inclui minas de carvão, fábricas de coque e fornalhas e têm sido, por décadas, um do mais importantes centros de mineração carvoeira e indústria de base da Europa. As atividades industriais começaram em 1830, reestruturação teve início em 1910 e as operações foram encerradas em 1993. |
| Fortaleza de Terezín                                                                             |        | Ústí nad Labem  | 2001 | Cultural: i, ii, iv         | A Fortaleza de Terezín foi construída no fim do século XVIII, após as guerras entre Áustria e Prússia. O sistema de fortificação consiste em dois bastiões conectados por trincheiras. Durante a Segunda Guerra Mundial, a Pequena Fortaleza serviu como prisão da Gestapo e a Fortaleza Principal como gueto judaico.                                                                                     |
| Spa em Luhačovice                                                                                |        | Zlín            | 2001 | Cultural: i, ii, iii, iv    | As primeiras atividades relativas a spa em Luhacovice começaram no fim do século XVIII e cresceram no século XIX. No primeiro terço do século XX, vários novos edifícios foram construídos seguindo planos do arquiteto Dušan Jurkovic, mesclando os estilos arquitetônicos popular com a Art Nouveau. |